# Rosthalsad näshornsfågel
Rosthalsad näshornsfågel (Aceros nipalensis) är en hotad asiatisk fågel i familjen näshornsfåglar inom ordningen härfåglar och näshornsfåglar.

## Utseende och läten
Rosthalsad näshornsfågel är en stor (90–100 cm) medlem av familjen. I flykten syns vit stjärtspets och vitspetsade i övrigt svarta vingar. Den ljusgula näbb med en rad vertikala mörka skåror på övre näbbhalvan och nästan ingen kask. Hanen har rostfärgat huvud och undersida, och runt ögat syns blå bar hud och strupsäcken är röd. Honan är istället svart på huvud och undertill, med något mindre färgglad bar hud runt ögat. Lätet beskrivs som skällande "kup" eller "kok".

## Utbredning och systematik
Fågeln förekommer från foten av Himalaya till sydvästra Kina och norra Sydostasien. Den behandlas som monotypisk, det vill säga att den inte delas in i några underarter.

## Status och hot
Rosthalsad näshornsfågel minskar kraftigt i antal till följd av skogsavverkning och jakt. Internationella naturvårdsunionen IUCN anser den vara hotad och placerar den i kategorin sårbar. Världspopulationen uppskattas till mellan 7 000 och 10 000 vuxna individer.